# Ejnar Vianden
Ejnar Gustav Vianden, född 16 maj 1912 i Stockholm, död 22 augusti 1981 i Bollnäs, var en svensk målare, tecknare och skulptör.
Han var son till varvsarbetaren Gustaf Rudolf Vianden och Vicktoria Anderson och från 1946 gift med Constance Näslund. Vianden studerade vid Tekniska skolan i Stockholm 1931–1932, Arbetarnas bildningsförbunds konststudiecirklar 1937–1942, Ollers målarskola 1942–1943 och Skånska målarskolan 1943–1945. Han tilldelades ABC-skolans Parisstipendium 1939 och genomförde egna studieresor till bland annat de nordiska länderna och kontinenten. Separat ställde han ut ett flertal gånger i Sollefteå 1941–1966, Härnösand 1947–1966, Östersund  1947–1953, Sandviken 1948–1951 och i Gävle 1950–1951 samt enstaka gånger på ett stort antal platser i landet. Tillsammans med Ture Lundquist ställde han ut i Enköping 1951 och tillsammans med Sven Atterling i Falun 195. Han medverkade i Nationalmuseums utställning Unga tecknare 1940–1947 och var representerad i Sveriges allmänna konstförenings utställning Svart på vitt som visades på Konstakademien 1955. Han utförde den sex meter långa oljemålningen Melodier vid forsen på hotell Appelberg i Sollefteå 1961 och målningen Fantasi ur Svarta ballader på Karlskoga praktiska läroverk samt Ådalsrapsodi på Jordbrukarnas föreningsskola i Sånga-Säby. Hans konst bestod till en början av naturalistiska landskap, stilleben, figurer och porträtt för att senare få ett naivistiskt berättande sagoanslag. 